# Diolcogaster basimacula
Diolcogaster basimacula är en stekelart som först beskrevs av Cameron 1905.  Diolcogaster basimacula ingår i släktet Diolcogaster och familjen bracksteklar. Inga underarter finns listade i Catalogue of Life.